# Pavens primat
Pavens primat er et ekklesiologisk doktrin, der inden for den romerskkatolske kirke beskriver den respekt og autoritet, som kræves af biskopperne og deres undergivne.
Den romerskkatolske kirke opfatter pavens primat som den "fulde, højeste og universelle magt over hele kirken, en magt han til hver en tid kan udøve uhindret," en magt der også tilskrives hele hele gruppen af biskopper i forening med paven. Den magt, der af kirken tildeles pavens primatiske autoritet, har både officielle, juridiske, dogmatiske og praktiske begrænsninger.
Den engelske forsker og romerskkatolske biskop Aidan Nichols har skrevet, at "i sit udgangspunkt er der kun ét væsentligt punkt, hvorpå den ortodokse og den katolske kirke adskiller sig, og det er angående pavens primat." Den franskortodokse forsker Jean-Claude Larchet har skrevet, at sammen med filioque-kontroversen er (og har været) den største årsag til skismaet mellem den katolske og den ortodokse kirke forskelle i fortolkningen af doktrinet om pavens primat. I de østlige ortodokse kirker opfattes pavens primat blot at betyde en lidt større ære, og han betragtes her som primus inter pares ("først blandt ligemænd") og uden egentligt magt over andre kirker. Andre østlige ortodokse teologer opfatter imidlertid pavens primat som en autoritativ magt: udtrykket, manifestationen og udøvelsen af magten hos én biskop blandt alle biskopper samt kirkens enhed.
I Ravenna-dokumentet fra 2007 udtaler repræsentanter fra den ortodokse kirke og den romerskkatolske kirke i enighed, at både kirkerne i øst og i vest accepterer faktummet om pavens primat på et universelt niveau, men at der eksisterer forskellige opfattelser af, hvordan primatet skal udøves, og dets bibelske og teologiske grundlag.